# 붕따우 공항
붕따우 공항(베트남어: Sân bay Vũng Tàu, IATA: VTG, ICAO: VVVT)은 베트남 남부의 바리어붕따우성에 위치한 작은 공항이다. 공항은 붕따우 도시의 항공 서비스를 제공하며 도시 시내 근처에 위치하고 있다.

## 시설
2006년 기준 붕다우 공항은 ATR-72와 같은 소형항공기를 처리할 수 있는 1,800m 포장 활주로가 있다.

## 같이 보기
- 붕따우
- 베트남 공항